# Muscicapa ussheri
A Muscicapa ussheri a madarak osztályának a verébalakúak (Passeriformes) rendjéhez és a  légykapófélék (Muscicapidae) családjához tartozó faj.

## Rendszerezése
A fajt Richard Bowdler Sharpe angol zoológus írta le 1871-ben, az Artomyias nembe Artomyias ussheri néven. Egyes szervezetek a Bradornis nembe sorolják Bradornis ussheri néven.

## Előfordulása
Nyugat-Afrikában, Bissau-Guinea, Elefántcsontpart,  Ghána, Guinea, Libéria, Nigéria,Sierra Leone és Togo területén honos. 
Természetes élőhelyei a trópusi és szubtrópusi síkvidéki esőerdők, mangrove erdők, lombhullató erdők, szavannák és cserjések, valamint szántóföldek. Állandó, nem vonuló faj.

## Megjelenése
Testhossza 13 centiméter, testtömege 16–20 gramm.

## Életmódja
Rovarokkal táplálkozik.

## Természetvédelmi helyzete
Az elterjedési területe nagyon nagy, egyedszáma pedig stabil. A Természetvédelmi Világszövetség Vörös listáján nem fenyegetett fajként szerepel.